# Eremiaphila turcica
Eremiaphila turcica är en bönsyrseart som beskrevs av John Obadiah Westwood 1889. Eremiaphila turcica ingår i släktet Eremiaphila och familjen Eremiaphilidae. Inga underarter finns listade i Catalogue of Life.